# Deaf Voice: Hotei no Shuwa Tsuyakushi
Deaf Voice: Hotei no Shuwa Tsuyakushi (デフ・ヴォイス 法廷の手話通訳士; Deaf Voice: A Sign-Language Interpreter in Court) é uma minissérie japonesa de drama, escrita por Miyuki Takahashi. A série é baseada no romance Voz Surda: Um Intérprete de Língua de Sinais no Tribunal, de Maruyama Masaki. Foi transmitido em dois episódios de 16 a 23 de dezembro de 2023 pela NHK.
O programa foi indicado ao Emmy Internacional 2024 na categoria de Melhor Telefilme ou Minissérie.

## Enredo
Um ex-oficial da polícia lida com a solidão após perder tanto seu emprego quanto seu casamento. Em busca de um novo começo, ele decide usar sua habilidade em linguagem de sinais para se tornar intérprete em um tribunal. Essa nova trajetória o envolve em uma complexa investigação de homicídio.

## Elenco
- Kusanagi Tsuyoshi ... Arai Naoto
- Hashimoto Ai ... Tezuka Rumi
- Matsumoto Wakana ... Anzai Miyuki
- Endo Kenichi ... Izumori Minoru
- Maeda Aki ... Matsuyama Chiemi
- Wada Masato ... Yonehara Tomoyuki
- Nakajima Ayumu ... Hangai Masato
- Negishi Toshie ... Anzai Sonoko
- Asano Kazuyuki ... Tezuka Soichiro